# La Prénessaye
La Prénessaye település Franciaországban, Côtes-d’Armor megyében. Lakosainak száma 870 fő (2022. január 1.). La Prénessaye Loudéac, La Motte, Plémet és Saint-Barnabé községekkel határos.

## Népesség
A település népességének változása:
| Lakosok száma | 845  | 791  | 854  | 818  | 868  | 885  | 887  | 879  | 876  | 870  |
|               | 1968 | 1982 | 1990 | 2006 | 2013 | 2015 | 2017 | 2019 | 2020 | 2022 |